# Mỹ Nùng

Vị trí tại Cao Hùng

Mỹ Nùng (tiếng Trung: 美濃區; bính âm: Měinóng Qū) là một khu (quận) của thành phố Cao Hùng, Trung Hoa Dân Quốc (Đài Loan). Khu vực quận đã trồng cây thuốc lá từ năm 1630  và nổi tiếng khắp Đài Loan với sản phẩm ô có các họa tiết sơn dầu. Mỹ Nùng nằm trên lưu vực của con sông cùng tên và có diện tích 120,0316 km², dân số vào tháng 8 năm 2011 là 42.759 người thuộc 14.299 hộ gia đình, mật độ cư trú đạt 356,2 người/km²